# تون تانگن میروول
تون تانگن میروول (انگلیسی: Tone Tangen Myrvoll؛ زادهٔ ۱۲ مهٔ ۱۹۶۵) ورزشکار دو و میدانی اهل نروژ است.
وی در مسابقات کشوری و بین‌المللی در مجموع برندهٔ ۱۱ مدال طلا، ۲ مدال نقره، ۳ مدال برنز شده‌است.